# Кетрошіка-Ноуе
Кетрошіка-Ноуе (рум. Chetroșica Nouă) — село в Єдинецькому районі Молдови. Утворює окрему комуну.